# Francesco Calì
Francesco Calì, ou Franz Calì, como ficou mais conhecido na Suíça (Riposto, 16 de maio de 1882 –– Gênova, 3 de setembro de 1949), foi um futebolista, árbitro e treinador ítalo-suíço. Calì se tornou notório por ser o capitão no primeiro jogo da história da Seleção Italiana, a vitória por 6 x 2 sobre a França.

## Carreira
Nascido na comuna de Riposto, na região da Sicília, Calì se mudou com seus pais para a Suíça ainda jovem, quando eles perderam todo seu dinheiro após um golpe, e lá começou sua carreira como jogador. Durante o ano de 1901 retornou à Itália para jogar pelo Genoa. Apenas pouco tempo depois, se mudaria para o Andrea Doria, se tornando o primeiro jogador na então curta história do campeonato italiano a trocar de time, e onde ficaria até 1912, ano que deixou de jogar. Em 1910, por conta de sua fluência em vários idiomas, e também por ser o jogador mais velho da equipe selecionada, Calì foi escolhido para ser o primeiro capitão da primeira partida disputada pela Seleção Italiana, contra a França, que terminou com vitória italiana por 6 x 2. Calì ainda jogaria mais uma partida naquele ano pela seleção, contra a Hungria, que derrotou a Itália por 6 x 1.
Entre 1902 e 1915, Calì também atuou na Itália como árbitro das partidas do campeonato local. Suas atuações teriam impacto suficiente para ser considerado árbitro honorário em 1919, após sua aposentadoria, e considerado como um dos Pioniere del calcio italiano em 1948. Além disso, Calì também trabalhou como treinador a partir de 1912, fazendo parte da comissão técnica que treinava a seleção para as partidas na época. Calì fez parte da comissão em 1912, 1914 e 1915, e 1920 e 1921, estando com esta nos Jogos Olímpicos de 1920. Ao todo, a Seleção disputou 13 partidas com Calì na comissão, vencendo seis, empatando três e perdendo as outras quatro.